# Leblanc USA
Pour les articles homonymes, voir Leblanc.
Leblanc USA (ou Leblanc, Inc ou G. Leblanc Corporation) était une entreprise de fabrication d'instruments de musique basée à Kenosha (Wisconsin). L'entreprise était un fabricant d'instruments à vent connu principalement pour ses clarinettes. En 2004, l'entreprise a été vendue à la société Conn-Selmer, une division de la société "Steinway Musical Instruments". En conséquence, Leblanc USA a cessé d'exister en tant que société à capitaux privés, et est devenu une marque. 
L'entreprise fabriquait et distribuait un large éventail d'instruments de musique - autoproduits ou par l'intermédiaire de ses filiales et marques -, tels que clarinettes, saxophones, trompettes, trombones et embouchures.
De nos jours, seules les clarinettes sont fabriquées et vendues sous la marque Leblanc, offrant une gamme allant des clarinettes traditionnelles aux clarinettes basses en passant par les clarinettes contrebasse et clarinettes contralto.

## Histoire
La société Georges Leblanc Paris (maison Leblanc) a été créé en France par Georges Leblanc à la fin du XIXe siècle, à La Couture-Boussey. En 1904, en l'absence de successeur, Denis Toussaint Noblet (1850-1919), luthier, céda les Établissements D. Noblet, le plus ancien fabricant d'instruments de musique en France (créé en 1750) à son ouvrier préféré Georges Leblanc. En 1945, Léon Leblanc (1900–2000), clarinettiste renommé formé au Conservatoire de Paris et fils de Georges Leblanc, rencontre Vito Pascucci (1922–2003), alors en fonction en tant que gestionnaire d'instruments et technicien de réparation pour le Glenn Miller US Army Air Force Orchestra. Vito Pascucci et Glenn Miller avaient discuté de l'ouverture d'une société de distribution d'instruments de musique et d'importation d'instruments après la guerre. L'idée a perduré avec Vito Pascucci après la mort de Glenn Miller et il recherchait des fournisseurs potentiels. Lui et Léon Leblanc ont conclu un accord et en 1946 ont fondé la "G. Leblanc Corporation" (connu en France sous le nom de "Leblanc USA" pour se différencier de "Georges Leblanc Paris") basée à Kenosha, Wisconsin. 
En plus des clarinettes Leblanc, la société "G. Leblanc Corporation" a commencé à importer des cuivres et des saxophones fabriqués par les firmes françaises Courtois et Beaugnier, respectivement, sous la marque "Leblanc". Les saxophones les plus caractéristiques de Leblanc à l'époque étaient ses saxophones "System" modèle 100 et 120, la dernière itération d'instruments conçue par G. Leblanc depuis le début des années 1930 pour atténuer les problèmes acoustiques inhérents au système de touches standard et offrir plus de combinaisons de doigté. 

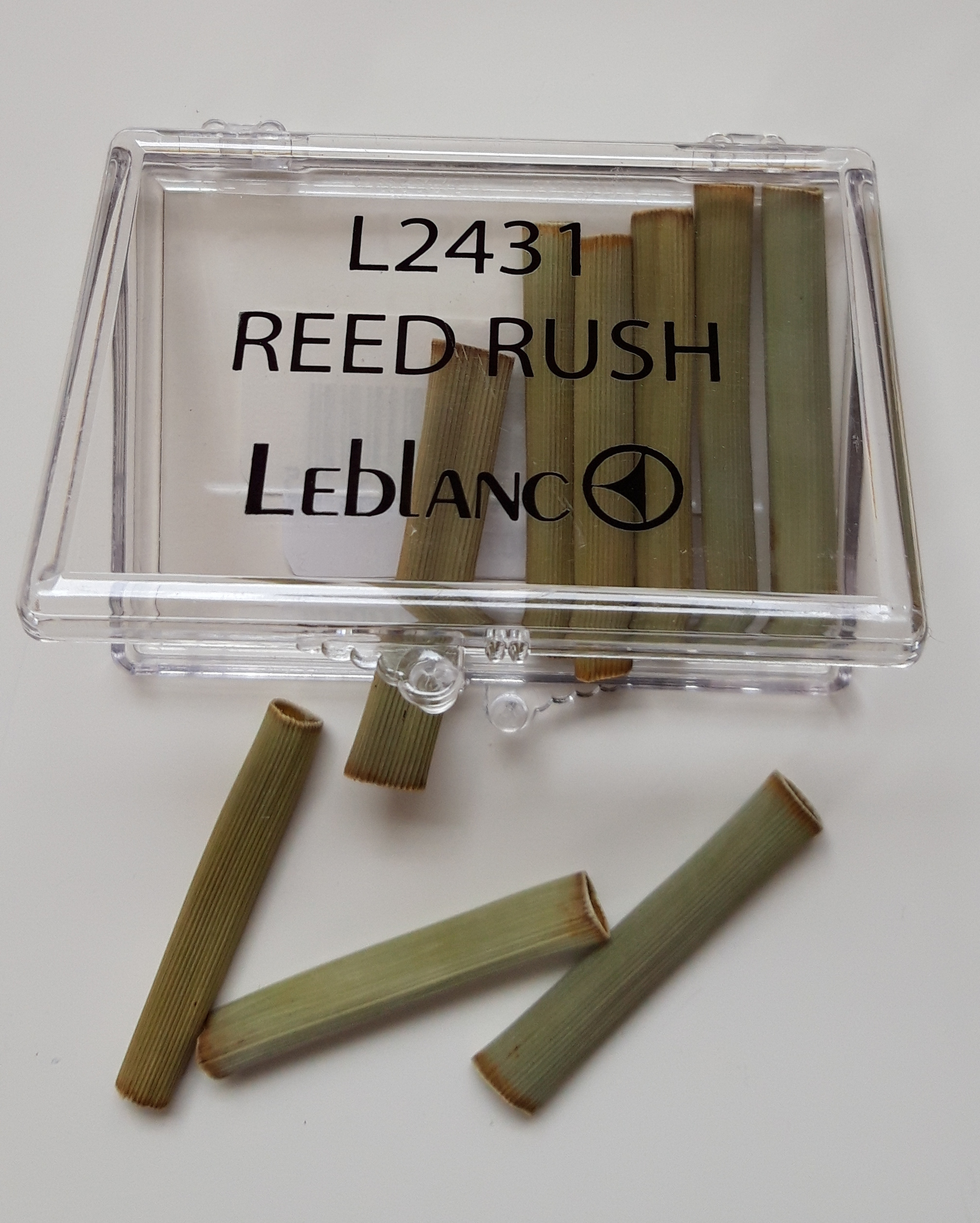
Prêle pour le grattage des anches de chez Leblanc.

Leblanc USA a élargi sa gamme de produits et sa distribution avec l'acquisition de plusieurs autres sociétés : la Frank Holton Company (fabricant d'instruments de cuivres) en 1964 ; la Bublitz Case Company, fabricant de caisses d'instruments de musique en 1966 ; la Woodwind Company (fabricant d'embouchures pour bois) en 1968 ; et la Martin Band Instrument Company (droits de marque et réseau de distribution pour cuivres et saxophones) acquise auprès de Wurlitzer Co. en 1971. 
G. Leblanc Corporation mène également une activité pédagogique pour accompagner la  vente des instruments à vents. Lucien Cailliet occupe de 1957 à 1976 le poste de directeur musical, où il rédige du matériel pédagogique, et de directeur des publications musicales chez le fabricant à Kenosha.
Les saxophones Yanagisawa ont été commercialisés pour la première fois par Leblanc USA à la fin des années 1960 sous les marques Leblanc et Vito, et la marque Martin après 1971, avant leur distribution sous le nom de Yanagisawa. En 1981, Leblanc USA est devenu le distributeur et distributeur exclusif des produits Yanagisawa aux États-Unis et au Canada. 
En 1989, la société américaine Leblanc USA a acquis une participation majoritaire dans l'entreprise "Georges Leblanc Paris" et a repris sa direction.  
Une ligne de guitares classiques a été fabriquée au Japon pour la société "Georges Leblanc Paris". Les modèles incluent 301-c, 701-f et probablement d'autres. 

### La marque Vito
À partir de 1951, la firme américaine Leblanc USA a commencé à fabriquer des clarinettes pour étudiants sous la marque Vito . Les alésages ont été produits à l'usine de Leblanc à Kenosha et le clétage a été fourni par l'entreprise "Georges Leblanc Paris". Les cuivres Vito provenaient de chez le facteur Holton, qui a ensuite été acquis par Leblanc USA en 1964. 
Après avoir brièvement acheté ses saxophones Vito à Holton, Leblanc USA a importé des pièces de saxophone Beaugnier pour être assemblées à Kenosha et vendues sous la marque Vito. À la fin des années 1950, les saxophones Vito étaient également assemblés à partir de pièces fournies par l'Art Best Manufacturing Company de Nogales, Arizona, avec quelques différences par rapport aux modèles Beaugnier. Les deux séries de saxophones Vito sont appelées Vito-France et Vito-Kenosha. Le modèle le plus distinctif de cette période était le Vito Model 35, avec un système de clés basé sur la conception "system" de chez Leblanc. 
Du milieu à la fin des années 1960, Leblanc USA a commencé à s'approvisionner en pièces de saxophone auprès de Yamaha pour la gamme Vito-Kenosha, produisant des saxophones avec des pièces américaines et japonaises. Entre 1968 et 1970, Leblanc USA a introduit des saxophones sous la gamme Vito-Japan, composés de saxophones alto et ténor de Yamaha (modèles 7131), et de saxophones soprano, alto et baryton de Yanagisawa (modèles VSP). Leblanc USA a importé des flûtes Yamaha pour sa gamme Vito-Japan à partir de 1970. 
Leblanc USA a ajouté la société KHS de Taïwan comme source pour les saxophones Vito en 1981. Les versions KHS étaient vendues sous les modèles 7133, 7136, 7140 et 7190. 
La gamme de bois Vito a été abandonnée en 2004, bien que les modèles équivalents de saxophones aient continué à être fabriqués par Yamaha et KHS (Jupiter). La gamme de cuivres Vito a été abandonnée en 2007.

### Vente et réorganisation
La société Leblanc USA a été vendue le 1ᵉʳ août 2004 à Steinway Musical Instruments et placée sous la filiale Conn-Selmer de Steinway. Conn-Selmer a fermé les installations de Leblanc USA à Kenosha en 2007 et a déménagé ses opérations françaises du site de La Couture-Boussey dans ses installations d'Elkhart, dans l'Indiana. La marque de cuivres Martin chez Leblanc USA a été abandonnée et la production de cuivres Holton a été transférée d'Elkhorn, Wisconsin, à l'usine de Conn-Selmer à Eastlake, Ohio en 2008. L'usine de clarinette française historique de "Georges Leblanc Paris" a été vendue au groupe Buffet en 2008.
En 2004, le facteur canadien Backun (en) est approché par Conn-Selmer pour concevoir une gamme de clarinettes. Leur première clarinette en si  est distribuée par Leblanc et Conn-Selmer sous le logo "Leblanc by Backun",. 
Durant ce partenariat avec Conn-Selmer et Leblanc de 2006 à 2010, Backun conçoit de nouveaux modèles
.

## Modèles de clarinette actuels
- Clarinette soprano si bémol
  - Serenade modèle L225N
- Clarinette alto
  - modèle L7165
- Clarinette basse
  - modèle L60 descendant au mi bémol
- Clarinette contralto
  - modèle L7181
- Clarinette contrebasse
  - modèle L7182

## Artistes jouant des instrumentsLeblanc
- Clarinette
  - Buddy DeFranco (1952-1953), modèle LL (ca. 1970)
  - Woody Herman
  - Rolf Kühn
  - Lawrence Welk
  - Pete Fountain, divers modèles « Big Easy » : L1607, L1612
  - Cloyde Williams, Joseph Longo, Chester Milosovich et Fredrik Hedling, dans le Leblanc Quartet et l'Orchestre symphonique du Minnesota: modèle L200
  - Stanley Drucker sur le modèle L300 (1985)
  - À la fin des années 2010, le clarinettiste anglais Julian Bliss[11] crée une nouvelle gamme de clarinettes d'étude.